# 陳玉娥
陳玉娥（英語：Estella "Jenny" Chan Yuk-ngor，1958年4月4日—），激進建制派人士，祖籍廣東省潮州，曾兩度參選立法會選舉新界東選區，但皆以落敗收場。曾在珠海學院修讀工商管理學士課程。

## 政治取態
陳玉娥曾經擔任愛中港青年文化社團聯會創會副主席。她支持香港特別行政區行政長官梁振英連任，曾在一場立法會電視論壇表示，「CY就係太完美」力撐梁振英，故又被人稱為「超級『梁粉』」，引人注目。

## 參加立法會選舉

### 2016年選舉
2016年，陳玉娥出選立法會選舉新界東地方選區，並無申報任何政治聯繫。她最後得到486票，得票率為0.08%。該屆選舉中新界東選區有9個地方直選議席。得票而言，她只在該選區中22張名單中排於第21名，得票比梁金成、邱文勁名單305票多，但不及廖添誠、姜炳燿、李維名單的850票（得票率為0.15%）。

### 2018年3月補選
2018年，陳玉娥出選2018年香港立法會補選新界東地方選區，報稱獨立。她在是次選舉中僅得1504票（得票率約0.37%），雖然較2016年選舉時所得的票數為多，但在同區6名候選人當中得票最低，較趙佩玉低近1500票。由於該次補選中只有1名當選人、但有6人爭逐的情況下，她最終再次無法晉身立法會。

### 2020年選舉
2020年，陳玉娥已報名參加立法會新界東直選。

## 軼事
2016年立法會選舉完結後，陳玉娥到點票中心觀看點票程序，其後在台上邀請其對手、公民黨成員楊岳橋合照。正當陳玉娥打算離開時，兩人一個向左走，一個向右走，擦身而過的一刻被楊岳橋競選團隊拍下。由於角度問題，相片中的兩人看似「面貼面」，狀甚親密。相片被楊岳橋的助理分享，隨即引起網上熱話。